# Audio Video
Audio Video var en hemelektronik-kedja som grundades 1963. Kedjan hette tidigare A-handlarna. Audio Video är en av marknadens äldsta aktörer i Sverige. Varumärket ägs av Electragruppen. Audio Video hade sitt huvudkontor i Kalmar. Vid utgången av år 2010 fanns det 87 butiker i Sverige. I juni 2010 tillträdde Christer Palmgren som ny kedjechef.
På våren 2019 valde Electragruppen att inleda ett samarbete med vitvarukedjan Elon och då också gå under gemensam flagg. I samband med samarbetets start så presenterade man också att Audio Video-butikerna byter namn till Elon Ljud & Bild.

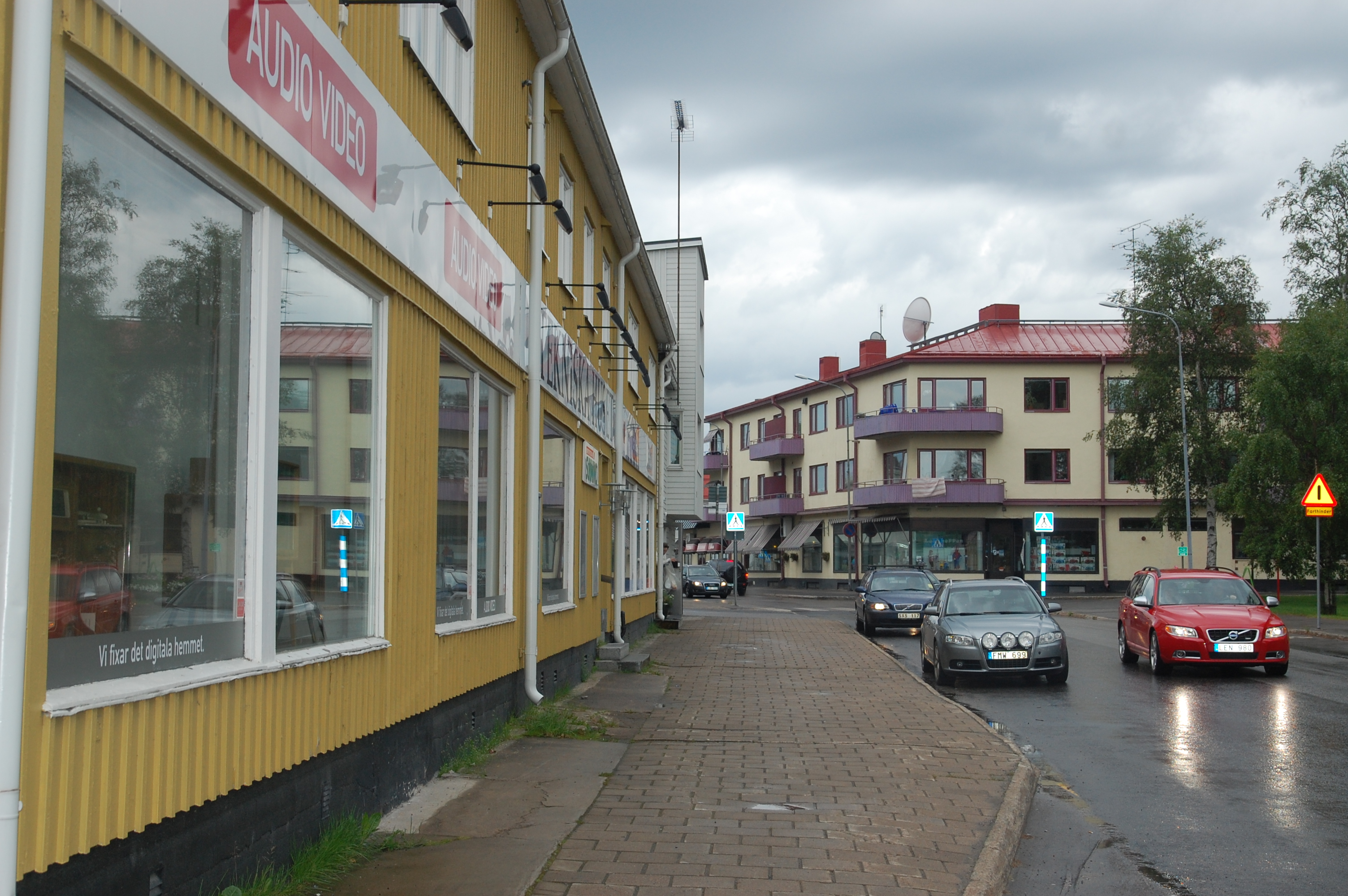
En Audio Video butik i Kalix, 2012.